# Queratomileusi
La queratomileusi és la correcció quirúrgica de trastorns de refracció de la còrnia realitzat aixecant la superfície davantera de l'ull formant una fina capa amb frontisses sota de la qual la forma de la còrnia és canviada per mitjà del làser d'excímer o un altre dispositiu quirúrgic. La primera tècnica utilitzable va ser desenvolupada per Josep Ignasi Barraquer, comunament anomenat "el pare de la cirurgia refractiva moderna".
Per tallar la capa s'utilitza generalment un microqueràtom, però un làser femtosegon es pot també utilitzar per donar-li forma. Abans de l'arribada del làser excimer, la queratomileusi era realitzada usant un criolat, que congela fines capes del teixit corni i després les talla com es talla la lent d'unes ulleres. Després de descongelar, aquestes noves capes són col·locades sota la superfície davantera per aconseguir la millora visual. Actualment, el procediment LASIK és un dels més utilitzats per realitzar la queratomileusi.

## Tècniques
- Queratomileusi assistida per làser amb epiqueràtom (Epi-LASIK)
- Queratomileusi in situ assistida per làser (LASIK)
- Queratomileusi subepitelial assistida per làser (LASEK)